# John Taylor (cirujano)

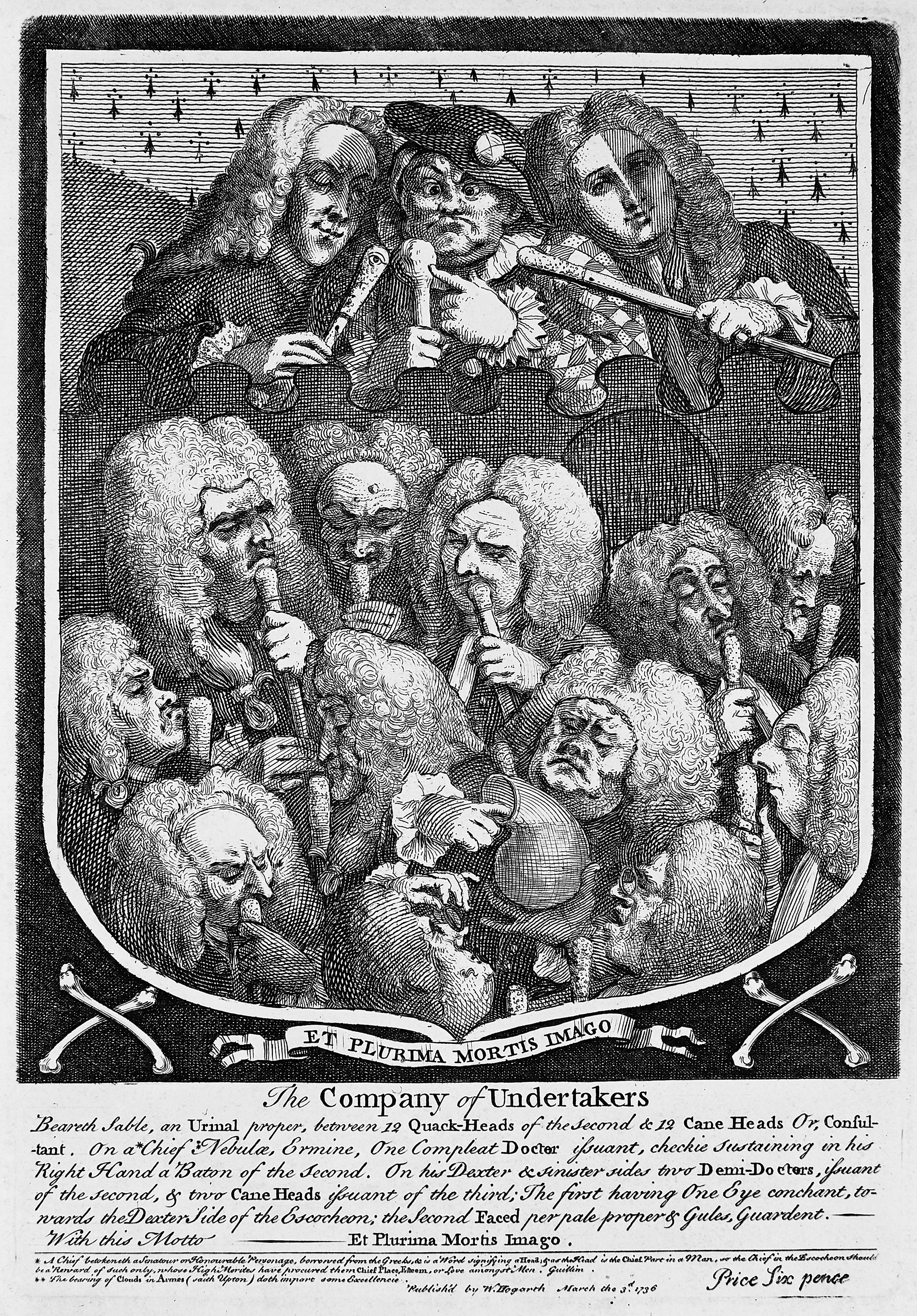
Taylor, representado en la parte superior izquierda, en la impresión de William Hogarth de 1736 de The Company of Undertakers (A Consultation of Quacks)

El caballero John Taylor (c. 1703-1770 o 1772) fue uno de los primeros oftalmólogos ingleses, auto promotor y charlatán en la Europa del siglo XVIII. Samuel Johnson lo notó y lo asoció con el maltrato quirúrgico de George Frideric Händel, Johann Sebastian Bach y quizás muchos, muchos otros.

## Carrera profesional
Taylor nació en Norwich, posiblemente en 1703. Fue el hijo de un cirujano que también se llamaba John Taylor, quien murió en 1709. Estudió en Londres con el cirujano pionero Inglés William Cheselden de profesor en el Hospital de Santo Tomás, y en 1727 escribió un libro, An Account of the Mechanism of the Eye, dedicado a Cheselden.
Mientras su práctica crecía, operó a celebridades de la época como Edward Gibbon, cortesano vienés y mecenas del compositor y político Gottfried van Swieten. Siendo Taylor nombrado cirujano oftalmológo real del Rey Jorge II, su talento para la autopromoción creció con ello, después aún más por sus numerosas operaciones. Se autodenominó "Chevalier", ("caballero" en inglés) aunque la fuente de su título es cuestionable, y sus afirmaciones de provenir de una familia aristocrática eran totalmente falsas. Le ennobleció el Papa Benedicto XIV en el año 1755. Taylor recorrió gran parte de Europa en un carruaje pintado con imágenes de ojos, realizando la antigua técnica de cubrir cataratas y otras técnicas en algo así como un espectáculo médico itinerante de cirugía ocular, con reclamos, tratamientos y pagos coordinados para un fácil escape de la ciudad. En su extensa autobiografía de 1761 en dos volúmenes, La vida y la historia extraordinaria del caballero John Taylor, Taylor se denominó a sí mismo "Ophthalmiater (sic) Pontifical, Imperial, Royal".
La carrera de Taylor fue destructiva. Su enfoque general incluía sangrías, laxantes, gotas para los ojos hechas a partir de sangre de palomas sacrificadas, azúcar pulverizada o sal horneada. En algún momento a fines de marzo de 1750, durante una de sus giras por Europa, Taylor operó las cataratas de Bach dos veces en la ciudad de Leipzig y, según se informa, lo dejó ciego. Bach enfermó de fiebre poco después de su segunda operación y murió menos de cuatro meses después.  Es probable que Taylor operara a Händel en agosto de 1758, en la villa de Tunbridge Wells, después de lo cual la salud de Händel cayó en picado hasta su muerte en abril de 1759. En ambos casos, Taylor afirmó un éxito total con tal de convencer a los demás de lo buen cirujano que era. Antes de realizar cada procedimiento quirúrgico, pronunciaba un largo discurso de autopromoción en un estilo oratorio muy inusual. El oftalmólogo holandés R. Zegers dice que “después de su formación, Taylor comenzó a ejercer en Suiza, donde confesó una vez que cegó a cientos de pacientes”. El escritor Samuel Johnson dijo que Taylor mostró en su vida "un ejemplo de hasta qué punto el descaro puede llevar a la ignorancia".
La hora y lugar de la muerte de Taylor son inciertos. El musicólogoCharles Burney afirmó que murió en la mañana del viernes 16 de noviembre en Roma, también afirmando "haber cenado con él en su table d'hote unos días antes de su muerte". También se piensa que murió en París. En junio y julio de 1772, varios periódicos en Alemania  y Inglaterra reportarib que había muerto recientemente en un convento de Praga,después de haber sufrido de amaurosis; esta versión también la apoya el nieto de John Taylor, llamado también John Taylor.

## Otras lecturas
- Albert, Daniel M.; Henkind, Paul (1993). «John Taylor: 1703–1772». Men of Vision: Lives of Notable Figures in Ophthalmology. Philadelphia: Saunders. pp. 41-49. ISBN 0-7216-4512-7.
- Albert, Daniel M. (2011). Chevalier John Taylor: England's Early Oculist: Pretender or Pioneer?. Madison, WI: Parallel Press. ISBN 978-1-934795-32-3.
- Wright, A. Dickson (1957). «Quacks Through the Ages». Journal of the Royal Society of Arts 105 (4995): 161-178.
- Carlyle, E. Irving (1898). «Taylor, John (1703–1772)».  En Lee, Sidney, ed. Dictionary of National Biography 55. London: Smith, Elder, & Co. pp. 441-442.

- Datos: Q3182568
- Multimedia: John Taylor (oculist) / Q3182568